# American Pie (film)
Pour les articles homonymes, voir American Pie.
Pour la série de films, voir American Pie (série de films).
Série American Pie
American Pie 2
(2001)
Pour plus de détails, voir Fiche technique et Distribution.
American Pie ou Folies de graduation au Québec est un film américain réalisé par Paul et Chris Weitz, sorti en 1999. Cette comédie égrillarde raconte les mésaventures de quatre adolescents qui ont fait le serment de perdre leur pucelage avant d'entrer en faculté.
Le film a connu un grand succès au box-office, gagnant près de 240 000 000 $ de recettes dans le monde. Il est suivi par trois suites sorties en salle : American Pie 2, American Pie : Marions-les ! et American Pie 4. Une série de films spin-off intitulée American Pie Présente et distribuée directement en vidéo a également vu le jour : American Pie: No Limit!, American Pie: String Academy, American Pie : Campus en folie et American Pie : Les Sex Commandements.

## Synopsis
Humilié d'avoir été surpris par ses parents devant un film pornographique, Jim, en terminale au lycée d'East Great Falls, prête un serment avec ses amis Kevin Myers, Chris « Oz » Ostreicher et Paul Finch : ils perdront leur pucelage avant leur entrée en Fac. L'idée leur vient après une fête de Stifler où ils se rendent compte qu'un des losers du lycée, le « Sherminator », a perdu sa virginité ce soir-là. Le compte à rebours est en marche : il leur reste trois semaines avant la fin de l'année pour y parvenir, et seul Kevin est en couple avec Vicky — mais cette dernière le boude, car il lui semble obsédé par sa virginité. Les méthodes de séduction, même les plus inattendues, ne vont pas laisser les filles indifférentes.

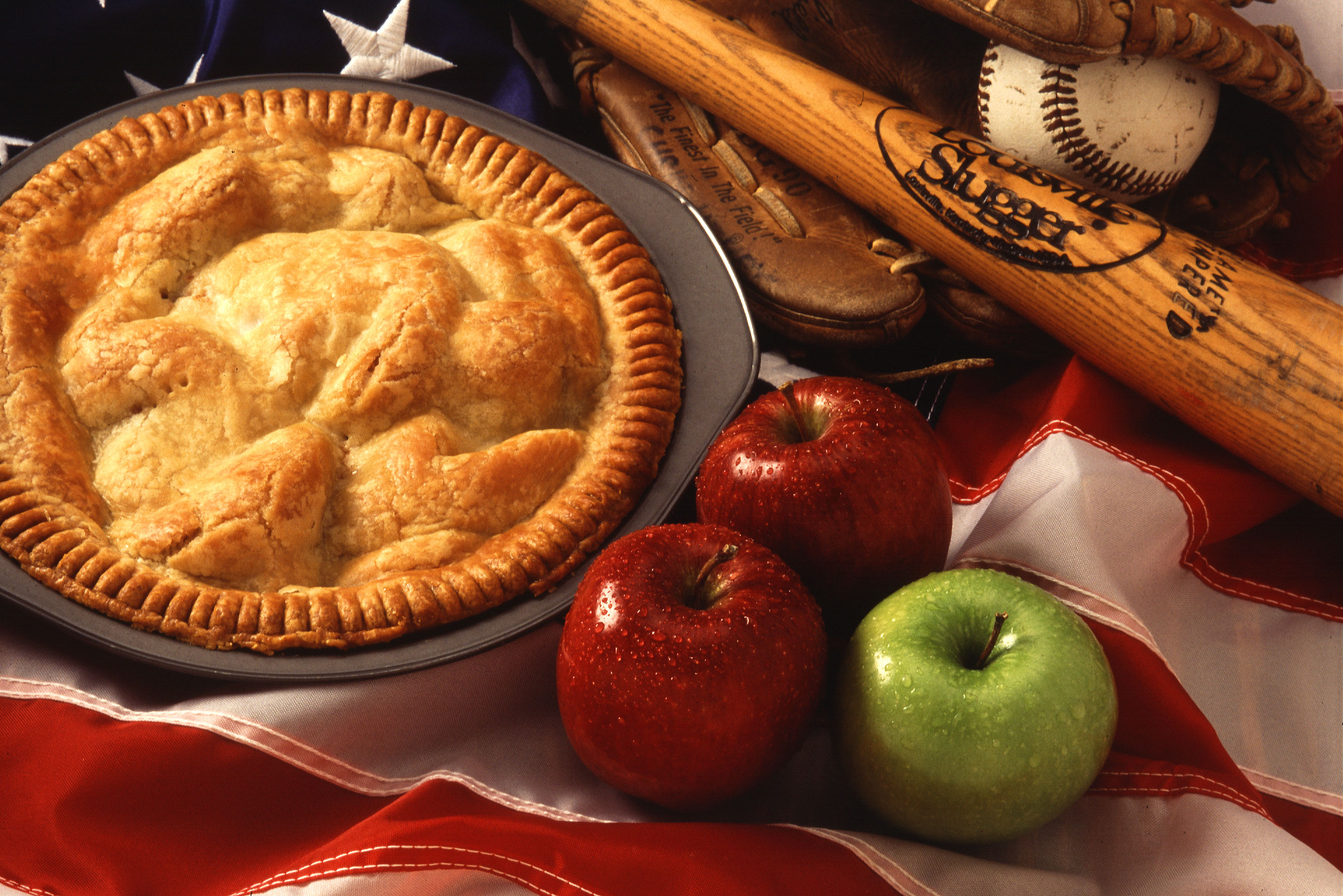
Une american pie.

Jim essaie la rencontre par Internet, sans succès. Un jour, son père le surprend en train de pénétrer une american pie (tourte aux pommes) confectionnée par sa mère pour le dessert. Le père et le fils s'évertuent à rendre une forme présentable à la tourte avant le retour de la mère. Oz s'inscrit au cours de chant où il y fait la connaissance de Heather, tandis que Finch joue au minigolf au lycée. Le père de Jim veut aider son fils en lui achetant des magazines pour adultes, mais cela ne fait que mettre Jim mal à l'aise.
Il se rabat sur Nadia, une jolie lycéenne tchèque, qui lui demande de l'aider en Histoire. Jim lui propose de venir chez lui, et ses amis (surtout Stifler) lui suggèrent de la filmer à son insu par webcam. Jim obtempère et permet à Kevin et Stifler de suivre la transmission en direct tandis qu'il se rend chez Kevin. Nadia, sans savoir qu'elle est filmée, se déshabille, trouve les magazines de Jim et « se fait plaisir ». Kevin ordonne alors à Jim de rentrer chez lui, en lui disant que c'est sa chance. Jim revient et commence un striptease devant Nadia. Au même moment, Kevin apprend par l'intermédiaire du « Sherminator » que Jim a en réalité envoyé le lien de sa vidéo à tous les élèves du lycée. Ce dernier, victime de deux éjaculations précoces sous le coup de l'excitation, devient la risée de ses camarades le lendemain.
De son côté, Kevin entend des rumeurs sur Finch et s'interroge sur cette nouvelle réputation, aussi soudaine qu'improbable. C'est en fait Jessica, la meilleure amie de Vicky, qui - en échange de 200 dollars - a accepté de faire circuler les anecdotes les plus folles sur lui. Mais Stifler, victime de cette rumeur, se venge en mettant du laxatif dans le moca de Finch. Celui-ci file aux toilettes, sans se rendre compte qu'il va chez les femmes. Il en ressort soulagé, mais il est humilié car tout le lycée l'attend derrière la porte pour se moquer de lui.
À l'approche du Bal, Jim, déçu de ne pas avoir de cavalière, finit par choisir Michelle, une fille de sa classe, une flûtiste qu'il trouve un peu simplette. La demoiselle accepte l'invitation avec un certain enthousiasme. Vicky, convaincue par Jessica, promet à Kevin qu'après le Bal, ils passeront à l'acte.
Lors du grand soir, Jim est en compagnie de Michelle, Kevin de Vicky, Oz de Heather, Stifler d'une fille que Finch avait draguée avant qu'elle ne le délaisse à la suite de l'incident des toilettes. Ce dernier est d'ailleurs le seul à ne pas être accompagné.
Tandis que la soirée passe, les garçons dressent le bilan de leur expérience : si Kevin semble se réjouir, les autres affichent une mine assez austère, Jim en tête. Il finit même par s'emporter, arguant que toute cette pression l'a d'ores et déjà dégoûté du sexe. Peu après, il est révélé que le Sherminator est toujours puceau, ce qui ravit la bande.
Pendant la soirée chez Stifler, chacun des garçons connait finalement sa première relation sexuelle, y compris Jim avec Michelle, de manière inattendue… et Finch avec la mère de Stifler, sur une table de billard.
Le lendemain, le groupe trinque à la prochaine étape. Jim communique avec Nadia par Internet et lui offre un striptease dansé. Son père le voit… et repart en dansant vers sa chambre en appelant sa femme…

## Fiche technique
- Titre original et français : American Pie
- Titre québécois : Folies de graduation
- Réalisation : Paul Weitz et Chris Weitz
- Scénario : Adam Herz (en)
- Musique : David Lawrence
- Production : Chris Moore (en), Chris Weitz
- Sociétés de production : Universal Pictures, Zide-Perry Productions, Newmarket Capital Group et Summit Entertainment
- Sociétés de distribution : Universal Pictures (États-Unis), Pathé (France), Belga Films (Belgique)
- Budget total : 36 000 000 $
  - Budget de production estimé : 11 000 000 $[1]
  - Budget publicitaire estimé : 25 000 000 $
- Pays de production :  États-Unis
- Langue originale : anglais
- Format : couleur — 1,85:1 — 35 mm — son DTS / Dolby Digital / SDDS}
- Genre : comédie érotique, teen movie
- Durée : 95 minutes
- Dates de sortie[2] :
  - États-Unis, Canada : 9 juillet 1999
  - France : 9 décembre 1999
- Classification :
  - États-Unis : R - Restricted
  - France : déconseillé aux moins de 10 ans

## Distribution
Source et légende : Version française (VF) et Version québécoise (VQ)
- Jason Biggs (VF : Cédric Dumond ; VQ : Olivier Visentin) : James « Jim » Levenstein
- Thomas Ian Nicholas (VF : Damien Witecka ; VQ : Jean-Jacques Lamothe) : Kevin Myers
- Chris Klein (VF : François Huin ; VQ : Louis-Philippe Dandenault) : Chris « Oz » Ostreicher
- Tara Reid (VF : Laura Préjean ; VQ : Christine Bellier) : Victoria « Vicky » Lathum
- Eddie Kaye Thomas (VF : Julien Sibre ; VQ : Bernard Tanguay) : Paul « Pause caca » Finch
- Mena Suvari (VF : Barbara Delsol ; VQ : Geneviève Angers) : Heather
- Seann William Scott (VF : Jérôme Pauwels ; VQ : Emmanuel Bilodeau) : Steve Stifler
- Natasha Lyonne (VF : Alexandra Garijo ; VQ : Sophie Léger) : Jessica
- Shannon Elizabeth (VF : Larissa Cholomova ; VQ : Camille Cyr-Desmarais) : Nadia
- Eugene Levy (VF : Michel Papineschi ; VQ : Jean-Marie Moncelet) : Noah Levenstein
- Alyson Hannigan (VF : Virginie Ledieu ; VQ : Charlotte Bernard) : Michelle Flaherty
- Jennifer Coolidge (VF : Sophie Deschaumes ; VQ : Marie-Andrée Corneille) : Jeanine Stifler
- Chris Owen (VF : Christophe Lemoine ; VQ : François Sasseville) : Chuck Sherman
- Molly Cheek (VF : Anne Kerylen) : Mme Levenstein
- Lawrence Pressman (VF : Michel Fortin) : le coach
- Casey Affleck (VF : Emmanuel Curtil) : Tom Myers
- John Cho (VF : Yann Le Madic) : John
- Justin Isfeld (VF : Pascal Grull) : Justin
- Eli Marienthal : Matthew Stifler
- Clyde Kuzatsu : le prof d'anglais
- Christina Milian : une membre du groupe recalé à la fête de Stifler

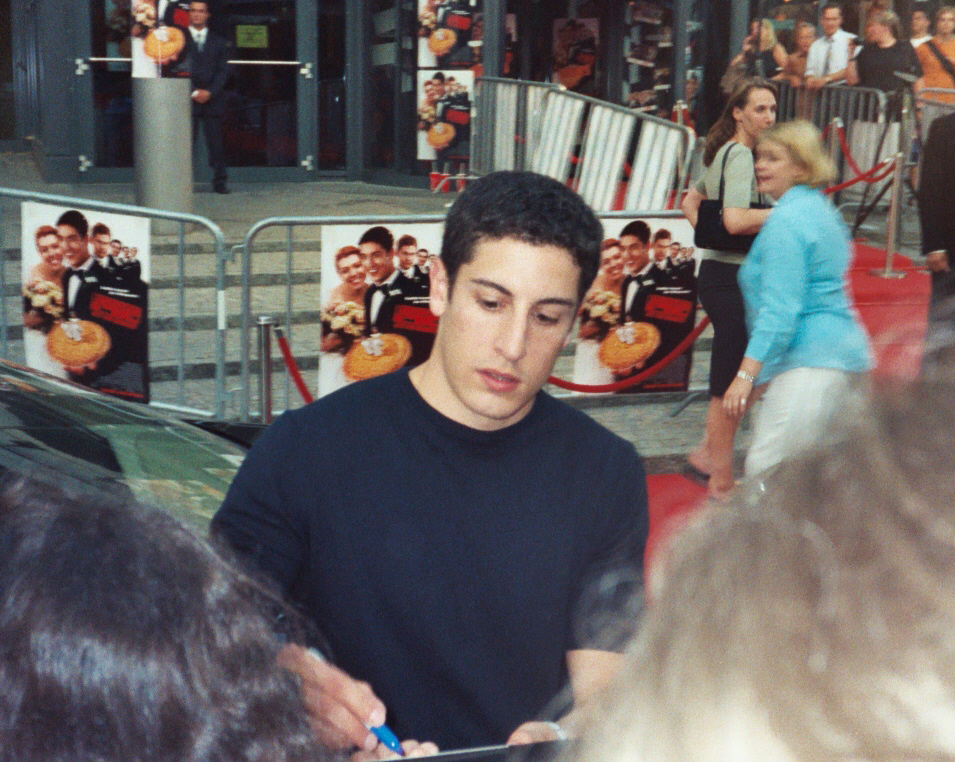
Jason Biggs (Jim) en 2003
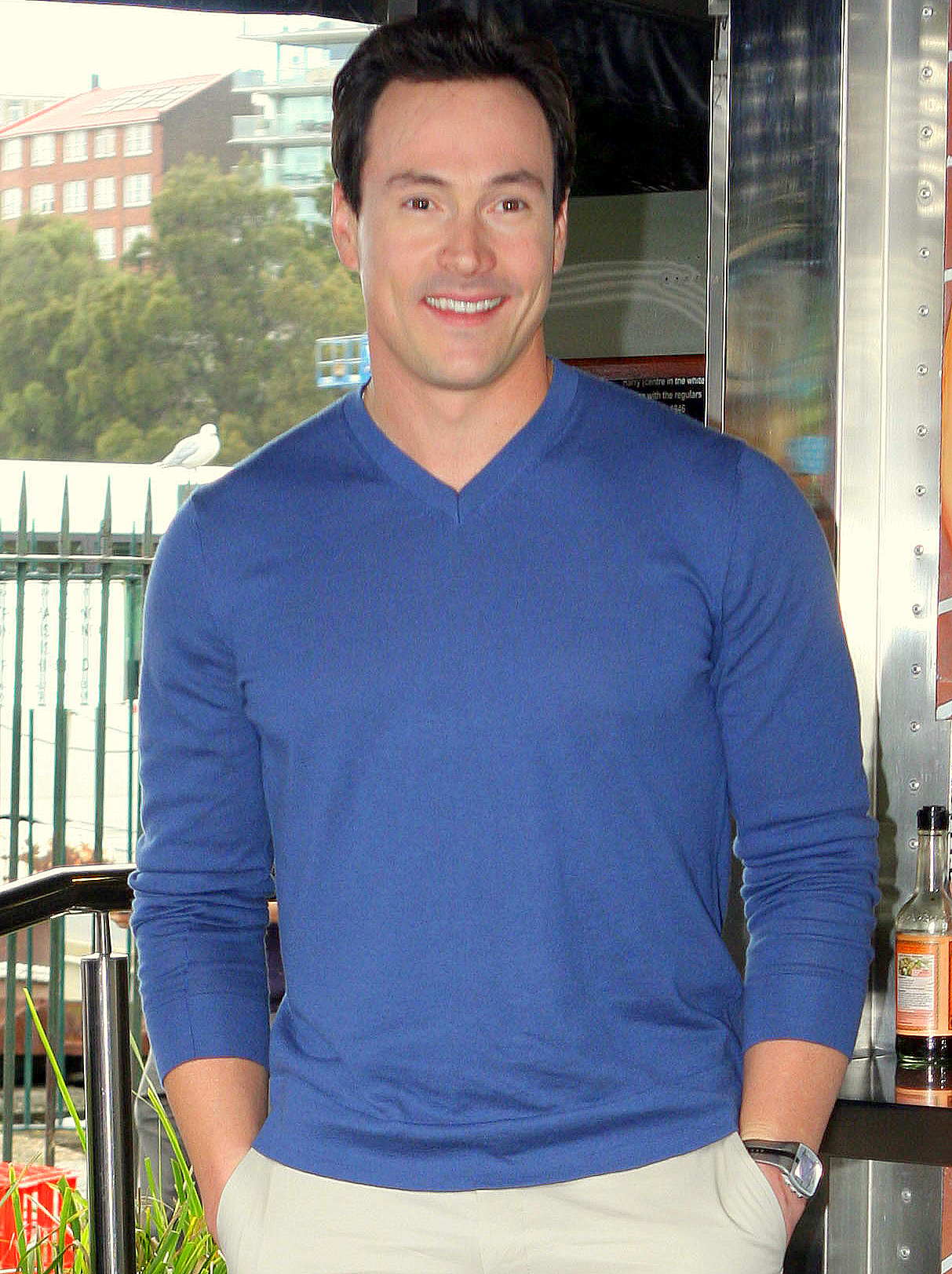
Chris Klein (« Oz ») en 2012
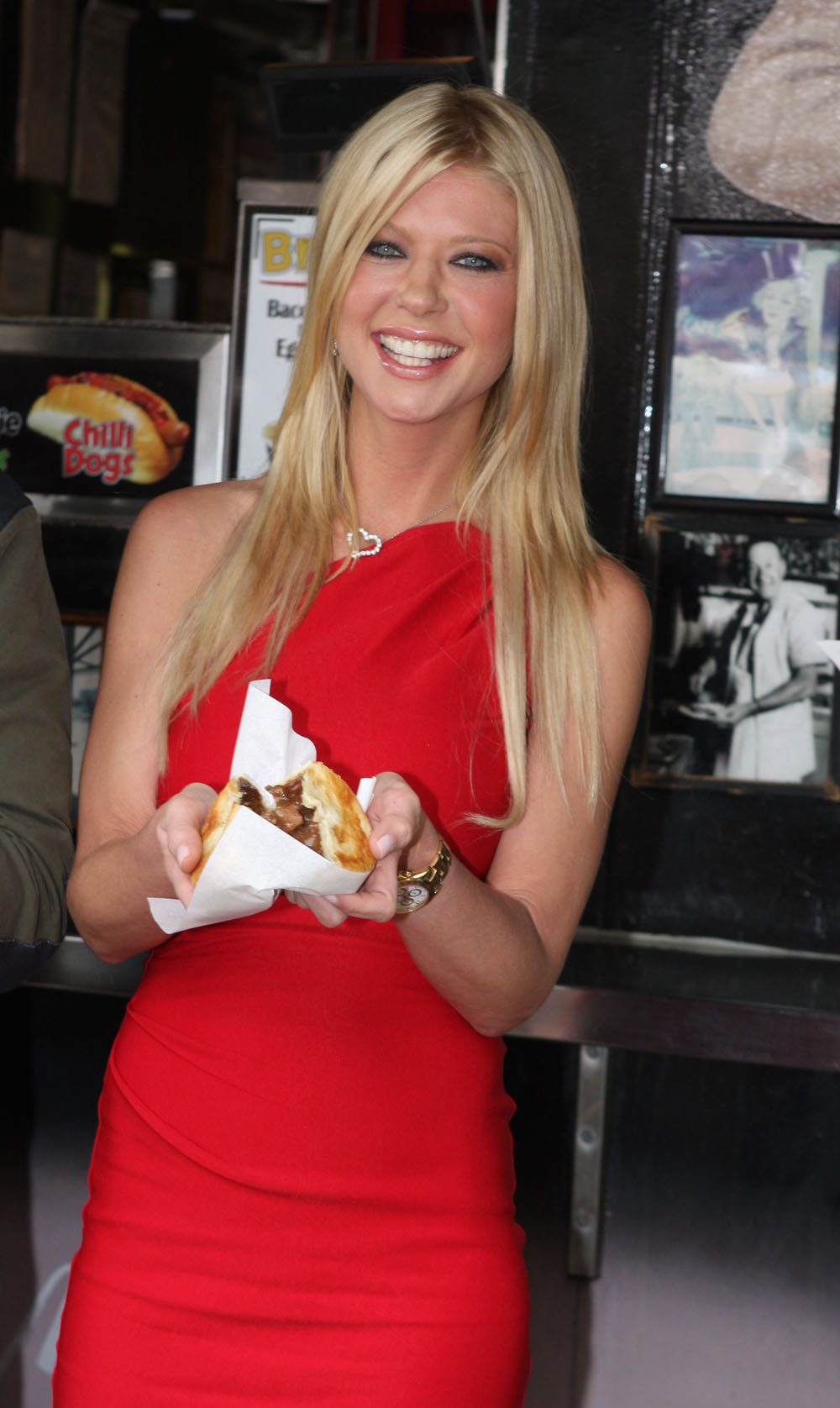
Tara Reid (Vicky) en 2012
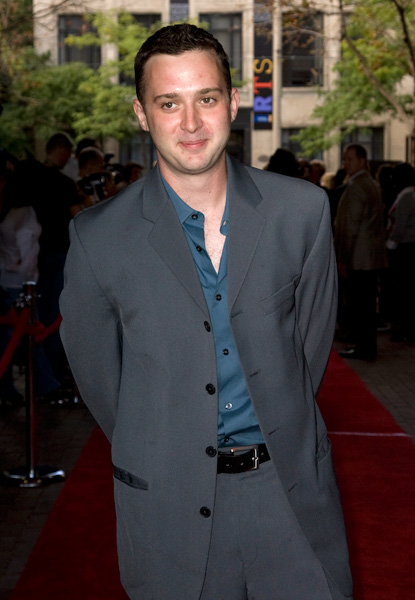
Eddie Kaye Thomas (Finch) en 2008
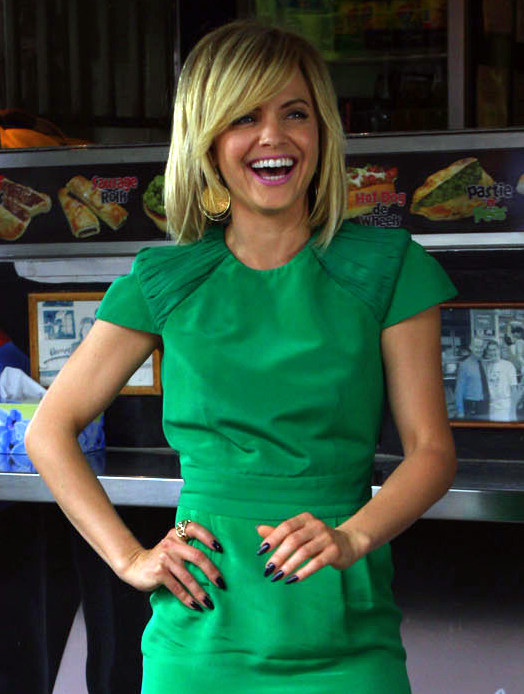
Mena Suvari (Heather) en 2012
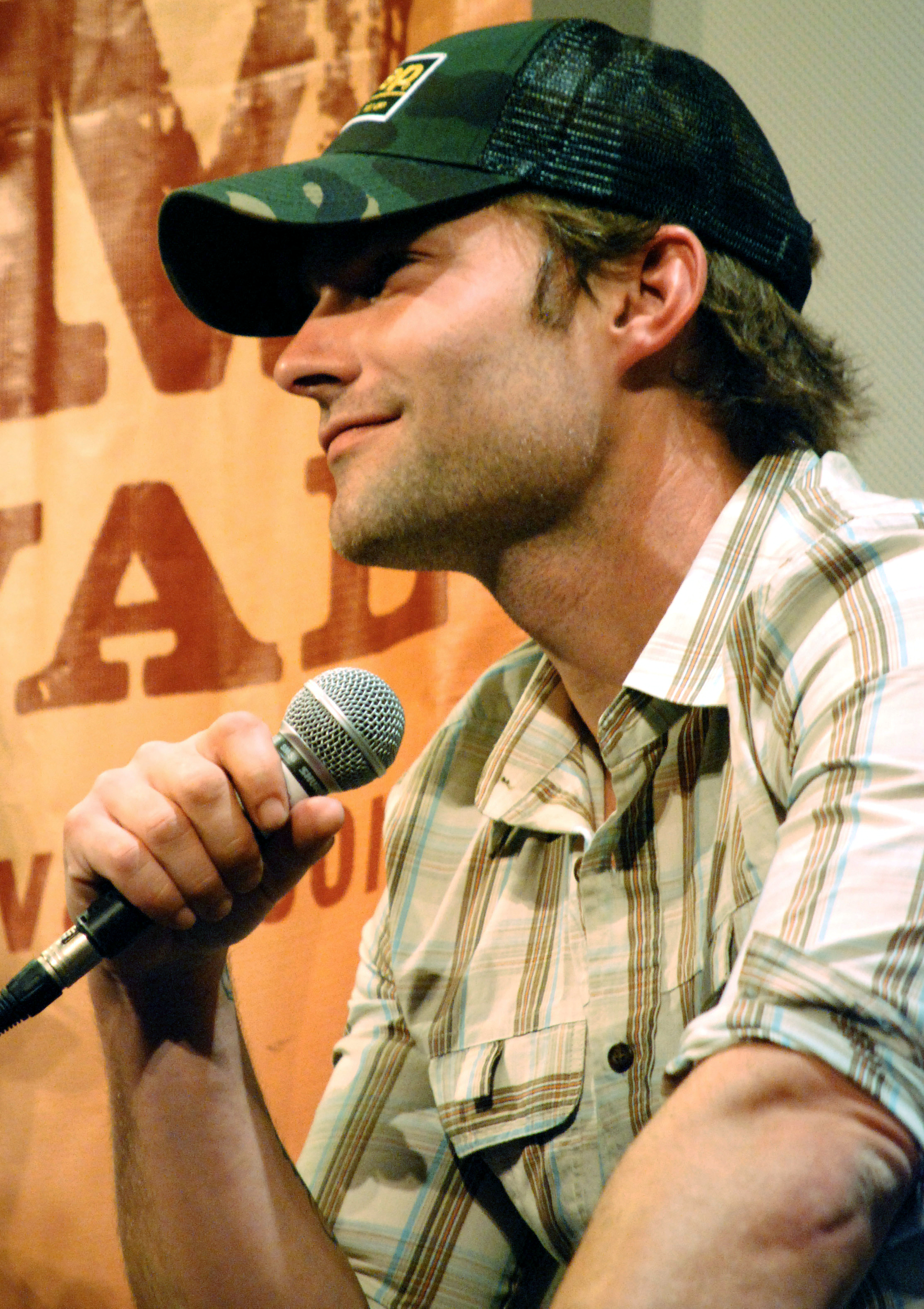
Seann William Scott (Stifler) en 2008
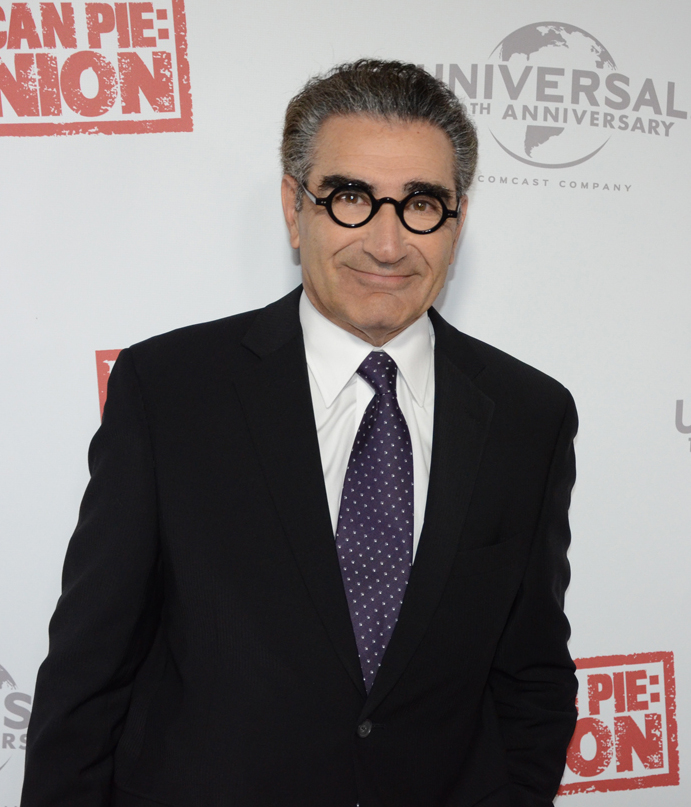
Eugene Levy (Noah Levenstein) en 2012
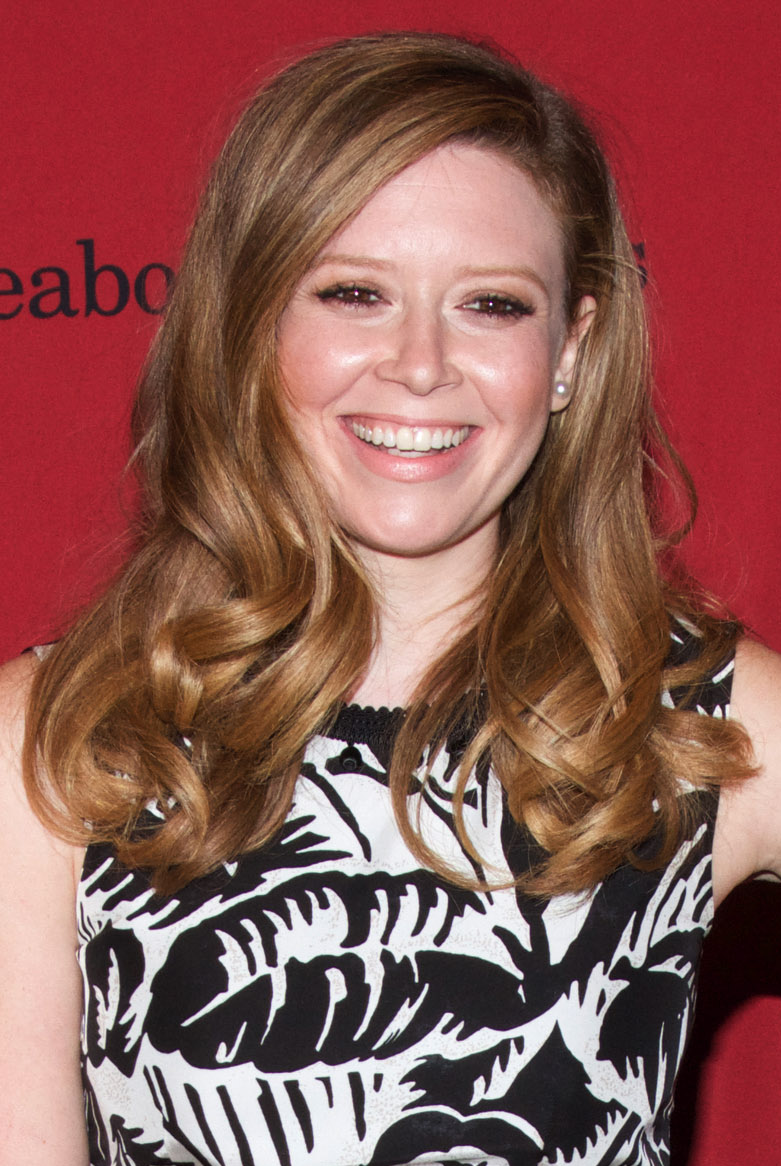
Natasha Lyonne (Jessica) en 2014
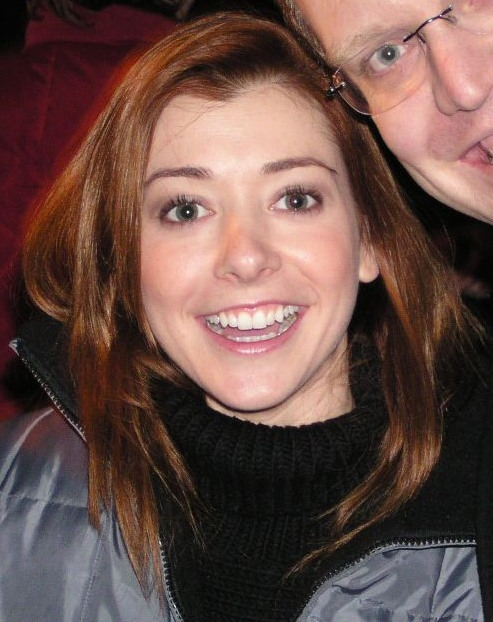
Alyson Hannigan (Michelle) en 2004
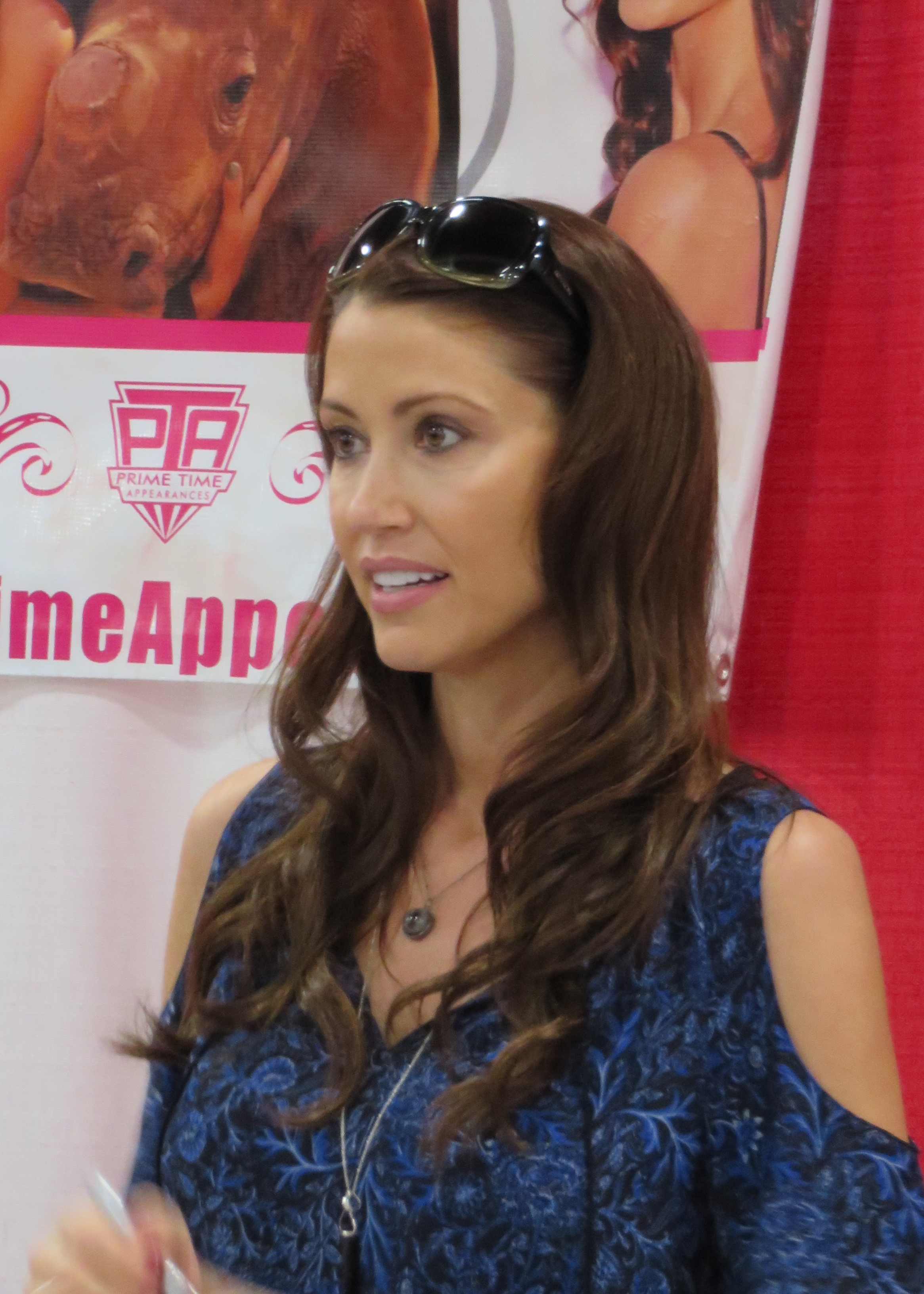
Shannon Elizabeth (Nadia) en 2017
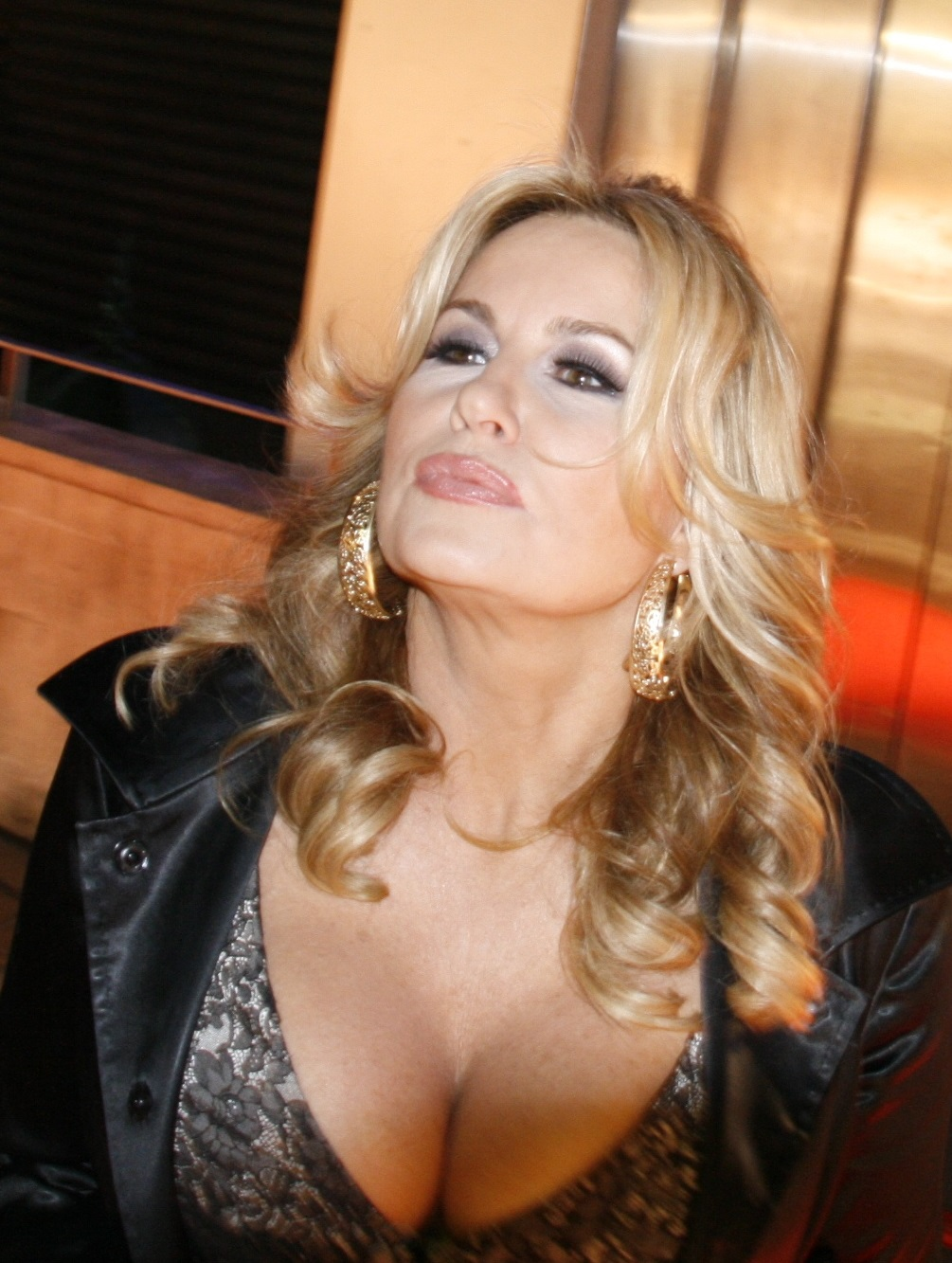
Jennifer Coolidge (la mère de Stifler) en 2012

## Accueil

### Box-office
- France : 2 496 606 entrées[5]
- Paris : 459 040[5]
- Recettes  États-Unis : 102 561 004 $[1]
- Total des recettes mondiales  : 235 483 004 $[1],[Note 1]

Sur le marché de la vidéo, le film a totalisé 109 577 352 $ de recettes dans le monde, dont 56 408 552 $ aux États-Unis.

## Distinctions
Entre 1999 et 2000, American Pie a été sélectionné 24 fois dans diverses catégories et a remporté 9 récompenses,.

### Récompenses
- Blockbuster Entertainment Awards 2000 : 
  - Blockbuster Entertainment Awards du meilleur acteur dans un second rôle dans une comédie décerné à Eugene Levy.
- Csapnivaló Awards 2000 : Ardoise dorée du meilleur film pour ados.
- Prix Bogey 2000 : Prix Bogey de Platine.
- Prix du jeune public Hollywood 2000 :
  - Prix du jeune public Hollywood de la meilleure révélation féminine décerné à Mena Suvari,
  - Prix du jeune public Hollywood de la meilleure bande son décerné à Gary Jones,
  - Prix du jeune public Hollywood du meilleur casting d'ensemble décerné à Jason Biggs, Chris Klein, Thomas Ian Nicholas, Alyson Hannigan, Shannon Elizabeth, Tara Reid, Eddie Kaye Thomas, Seann William Scott, Mena Suvari et Natasha Lyonne.
- Prix Écran d'or 2000 : 
  - Écran d'or des films ayant totalisé 3 millions d'entrées en 18 mois,
  - Écran d'or avec 1 étoile pour les films ayant totalisé 6 millions d'entrées en 18 mois.
- Société de casting d'Amérique 2000 : Prix Artios du meilleur casting pour un film de comédie décerné à Joseph Middleton et Michelle Morris.

### Nominations
- Festival du cinéma américain de Deauville 1999[8] : Premières - Hors compétition pour Chris Weitz et Paul Weitz.
- Association des critiques de cinéma de Chicago 2000 : acteur le plus prometteur pour Chris Klein.
- Blockbuster Entertainment Awards 2000 :
  - Actrice préférée - Nouveau venu (Internet uniquement) pour Mena Suvari,
  - Acteur préféré - Nouveau venu (Internet uniquement) pour Jason Biggs.
- MTV Movie Awards 2000 :
  - Meilleur film,
  - Meilleure performance comique pour Jason Biggs,
  - Meilleure révélation masculine de l'année pour Jason Biggs,
  - Meilleure révélation féminine de l'année pour Shannon Elizabeth.
- Prix de la comédie américaine 2000 : acteur de second rôle le plus drôle dans un film pour Eugene Levy.
- Prix du jeune public 2000 :
  - Meilleur film de comédie,
  - Meilleur acteur dans un film pour Jason Biggs,
  - Meilleur menteur pour Chris Klein,
  - Meilleure révélation pour Chris Klein,
  - Personne la plus méprisable pour Seann William Scott,
  - Meilleure alchimie pour Jason Biggs ... et la tarte.